# Питер Мутарика
Артур Питер Мутарика (енгл. Arthur Peter Mutharika; 18. јул 1940) малавски је политичар који је обављао функцију председника Малавија од 2014. до 2020. године. Мутарика је радио у области међународног правосуђа, специјализујући се за међународно економско право, међународно право и упоредно уставно право. Неформално је служио као саветник свог старијег брата Бинге ва Мутарике док је био председник државе. Био је такође и министар правде, потом просвете, науке и технологије и спољних послова.